# NGC 5065
NGC 5065 (również PGC 46293 lub UGC 8356) – galaktyka spiralna z poprzeczką (SBcd), znajdująca się w gwiazdozbiorze Warkocza Bereniki. Odkrył ją William Herschel 13 marca 1785 roku.